# 진수완
진수완(陳秀完, 1970년 7월 20일 ~ )은 대한민국의 드라마 작가이다. 덕성여자대학교에서 국어국문학을 전공하였다.
1996년 KBS 단막극 공모전에 15세 고아 소년이 정체성을 찾아가는 과정을 그린 《소년기》가 당선되며 작품 활동을 시작하였다. 이후 인턴작가로 활동하며 여러 편의 단막극을 썼으며, 이후 1999년 KBS 청소년 드라마 《학교》 시리즈는 높은 시청률을 기록한데다, 내용적으로도 우수하다는 평을 받아 방송계 안팎에서 주목받는 작가로 부상하였다.

현재 팬엔터네인먼트 소속 작가이다.

## 작품 활동

### 텔레비전 드라마
| 연도      | 제목                             | 방송사 | 유형          | 연출 | 비고      |
| --------- | -------------------------------- | ------ | ------------- | ---- | --------- |
| 2023      | 반짝이는 워터멜론                | tvN    | 월화          |      | [ 1 ]     |
| 2017      | 시카고 타자기                    | tvN    | 금토          |      |           |
| 2015      | 킬미힐미                         | MBC    | 수목          |      |           |
| 2012      | 해를 품은 달                     | MBC    | 수목          |      |           |
| 2007      | 경성스캔들                       | KBS2   | 수목          |      |           |
| 2005      | 원더풀 라이프                    | MBC    | 월화          |      |           |
| 2004      | 형수님은 열아홉                  | SBS    | 수목          |      |           |
| 2002      | 라이벌                           | SBS    | 주말 특별기획 |      |           |
| 2002      | 드라마시티 - 아름다운 청춘       | KBS2   | 단막          |      |           |
| 2001-2002 | 학교 4                           | KBS    | 주간단막      |      | 공동 집필 |
| 2000-2001 | 눈꽃                             | KBS2   | 월화          |      |           |
| 2000      | 일요베스트 - 다향                | KBS2   | 단막          |      |           |
| 1999-2000 | 학교 2                           | KBS    | 단막          |      | 공동 집필 |
| 1999      | 아름다운 비밀                    | KBS2   | 특집          |      |           |
| 1999      | 일요베스트 - 해피버스데이        | KBS2   | 단막          |      |           |
| 1999      | 일요베스트 - 형수님은 열아홉     | KBS2   | 단막          |      |           |
| 1998      | 일요베스트 - 포도나무 아래서     | KBS2   | 단막          |      |           |
| 1998      | 일요베스트 - 오월의 만찬         | KBS2   | 단막          |      |           |
| 1998      | 일요베스트 - 아버지              | KBS2   | 단막          |      |           |
| 1997      | 금요극장 - 첫날밤에 생긴 일      | KBS2   | 단막          |      |           |
| 1997      | 드라마스페셜 - 오월의 크리스마스 | KBS2   | 단막          |      |           |
| 1997      | 드라마스페셜 - 멋진 녀석들       | KBS2   | 단막          |      |           |
| 1997      | 드라마게임 - 젊은 그들           | KBS2   | 단막          |      |           |
| 1997      | 스타                             | KBS2   | 단막          |      |           |
| 1995      | 드라마게임 - 소년기              | KBS2   | 단막          |      |           |

## 수상
- 2012년 MBC 연기대상 올해의 작가상

## 도서
- 《킬미 힐미 1 ·2》 (2016, MBC씨앤아이) ISBN : 9791186817803
- 《시카고 타자기 1·2》 (2017, 비단숲) ISBN : 9791188028160